# 自衛隊法
自衛隊法（じえいたいほう、昭和29年6月9日法律第165号）は、自衛隊の任務、自衛隊の部隊の組織および編成、自衛隊の行動および権限、隊員の身分取扱等に関する法律である。自衛隊内では「隊法」（たいほう）と略して呼ぶ場合がある。
本法2条において「自衛隊」の定義が規定されている。
防衛省設置法とあわせて、「防衛二法（ぼうえいにほう）」と呼ばれる。
主務官庁は防衛省大臣官房で、内閣官房国家安全保障局および内閣府国際平和協力本部と連携して執行にあたる。

## 構成
- 第1章 総則（第1条-第6条）
- 第2章 指揮監督（第7条-第9条の2）
- 第3章 部隊
  - 第1節 陸上自衛隊の部隊の組織及び編成（第10条-第14条）
  - 第2節 海上自衛隊の部隊の組織及び編成（第15条-第19条）
  - 第3節 航空自衛隊の部隊の組織及び編成（第20条-第21条）
  - 第4節 共同の部隊（第21条の2）
  - 第5節 部隊編成の特例及び委任規定（第22条・第23条）
- 第4章 機関（第24条-第30条）
- 第5章 隊員
  - 第1節 通則（第31条-第34条）
  - 第2節 任免（第35条-第41条）
  - 第3節 分限、懲戒及び保障（第42条―第51条）
  - 第4節 服務（第52条-第65条）
  - 第5節 退職管理
    - 第1款 離職後の就職に関する規制（第65条の2-第65条の4）
    - 第2款 違反行為に関する調査等（第65条の5-第65条の9）
    - 第3款 雑則（第65条の10-第65条の13）

  - 第5節 予備自衛官等
    - 第1款 予備自衛官（第66条-第75条）
    - 第2款 即応予備自衛官（第75条の2-第75条の2）
    - 第3款 予備自衛官補（第75条の9-第75条の13）
- 第6章 自衛隊の行動（第76条-第86条）
- 第7章 自衛隊の権限等（第87条-第96条の2）
- 第8章 雑則（第97条-第117条の2）
- 第9章 罰則（第118条-第126条）
- 附則

## 前史

### 前身
自衛隊法の前身となる法令としては、警察予備隊令（昭和25年政令第260号）、昭和27年法律第97号による改正後の海上保安庁法（昭和23年法律第28号）及び保安庁法（昭和27年法律第265号）がある。
- 昭和25年8月10日
  - 警察予備隊を設置するためポツダム政令として「警察予備隊令」が制定される。
- 昭和27年4月26日
  - 海上警備隊を設置するため「海上保安庁法の一部を改正する法律」（昭和27年法律第97号）が公布、同日施行され、海上保安庁法が改正される。
- 昭和27年7月31日
  - 警察予備隊令の廃止を定めた「保安庁法」が公布、翌日施行される。これにより、保安庁（保安隊・警備隊・海上公安局）の設置が決まる。ただし、海上保安庁の海上公安局への改組は結局行われない。
- 昭和29年6月9日
  - 保安庁法を全部改正する形で「防衛庁設置法」が公布され、同時に保安隊・警備隊に代わる組織を定める法律として自衛隊法（昭和29年法律第165号）[4]が公布される。両法とも同年7月1日施行。

### 目的・任務
警察予備隊令、改正後の海上保安庁法、保安庁法および自衛隊法はそれぞれ、目的・任務について次のように定めていた。
- 警察予備隊

- 海上警備隊
「海上警備隊は、海上における人命若しくは財産の保護又は治安の維持のため緊急の必要がある場合において、海上で必要な行動をするための機関とする。」（昭和27年4月26日法律第97号による改正後の海上保安庁法25条の2第2項）
- 保安庁

- 自衛隊(制定時)
「自衛隊は、わが国の平和と独立を守り、国の安全を保つため、直接侵略及び間接侵略に対しわが国を防衛することを主たる任務とし、必要に応じ、公共の秩序の維持に当るものとする。」（自衛隊法〈昭和29年6月9日法律第165号による制定時[4]〉3条）
- 自衛隊

警察予備隊は「わが国の平和……を維持し」と、国防目的について言外に含みを持たせて入るものの、「警察力を補う／警察の任務の範囲に限られる」としてあくまで軍隊とは一線を画する警察部隊としての性格を強調していた。それに対して、保安庁では「わが国の平和……を維持し」の文言はそのままとしながら、警察部隊としての性格の部分を記述から排除した。これによって、警察部隊としての箍を外れることとなった。自衛隊では更に「侵略に対しわが国を防衛することを主たる任務」として明確に国防目的を謳い、秩序の維持は明確に副次的目的とされた。このように、段階的に徐々に警察目的的性格が減退し、逆に国防目的的性格が強調されていることが、目的・任務に関する条文からも読み取ることができる。ただし、元々が警察組織の法律として出発したため、自衛隊法は各国の軍法と比べると、警察法的な側面が見られるとされる。
なお、海上警備隊設置のための海上保安庁法改正に際して、第1条中の「港、湾、海峡その他の日本国の沿岸水域において海上の安全を確保し」を「海上において、人命及び財産を保護し」に改められる。この改正により、海上保安庁の任務の範囲は日本国の沿岸水域に限られなくなった。また、「海上の安全を確保し」よりも治安維持色の強い「人命及び財産を保護し」と改められており、海上保安庁内に海上警備隊を置いた経緯に整合させるための改正がなされている。
2001年（平成13年）の改正で警護出動の新設および防衛秘密の漏洩に関して、民間人が処罰の対象に加えられた。2005年（平成17年）の改正では、ミサイル防衛システムの運用方法が定められた。2006年（平成18年）の改正では、国連平和協力活動や周辺事態での後方支援活動、在外邦人の輸送が付随的任務から本来任務に格上げされた。また、この改正で防衛庁は防衛省に昇格した。2007年（平成19年）の改正では部隊統合運用の観点から、共同の部隊が新設された。